# Ratpenat cuallarg de Dobson
El ratpenat cuallarg de Dobson (Mops johorensis) és una espècie de ratpenat de la família dels molòssids. Viu a Indonèsia i Malàisia.